# Jessica Phoenix
Jessica Phoenix (16 de octubre de 1983) es una jinete canadiense que compite en la modalidad de concurso completo. Ganó cinco medallas en los Juegos Panamericanos entre los años 2011 y 2019.

## Palmarés internacional
| Juegos Panamericanos | Juegos Panamericanos | Juegos Panamericanos | Juegos Panamericanos |
| Año                  | Lugar                | Medalla              | Categoría            |
| -------------------- | -------------------- | -------------------- | -------------------- |
| 2011                 | Guadalajara (México) | Medalla de oro       | Individual           |
| 2011                 | Guadalajara (México) | Medalla de plata     | Por equipos          |
| 2015                 | Toronto (Canadá)     | Medalla de plata     | Individual           |
| 2015                 | Toronto (Canadá)     | Medalla de bronce    | Por equipos          |
| 2019                 | Lima (Perú)          | Medalla de bronce    | Por equipos          |